# Micrathena bogota
Micrathena bogota là một loài nhện trong họ Araneidae.
Loài này thuộc chi Micrathena. Micrathena bogota được Herbert Walter Levi miêu tả năm 1985.